# Tulayhat
Tleihat (tiếng Ả Rập: طليحات) là một ngôi làng Syria nằm ở Al-Hamraa Nahiyah ở huyện Hama, Hama. Theo Cục Thống kê Trung ương Syria (CBS), Tleihat có dân số 1306 trong cuộc điều tra dân số năm 2004.